# Vlag van Basjkirostan
De vlag van Basjkirostan is een horizontale driekleur in de kleuren lichtblauw (boven), wit en groen; in het midden van de witte baan staat een gouden cirkel met daarin een gouden bloem met zeven bloembladeren. De bloem is een kurai, een roos die een Basjkirostaans symbool is en vriendschap symboliseert. De zeven bloembladeren staan voor de zeven oorspronkelijke stammen van de Basjkieren. De groene kleur staat voor vrijheid en de eeuwigheid van het leven. De witte kleur symboliseert de vreedzame instelling, openheid en bereidheid tot wederzijdse samenwerking van de mensen van Basjkortostan; en blauw staat voor de helderheid, deugd, en zuiverheid van hun gedachten. De blauwe kleur wordt doorgaans ook aangemerkt als de traditionele kleur van de Turken waartoe het volk van Tuva tot behoort, uit de oudheid zoals dat bijvoorbeeld ook in de vlaggen van Azerbeidzjan, Oezbekistan en Kazachstan het geval is. Deze kleur zou de pre-islamitische god van de Turken, namelijk Goktengri symboliseren. De kleuren van de banen herinneren aan een vlag ontworpen door Bashkir nationalist Akhmetzaki Akhmetshakhovich Valigov in 1917. Toen de vlag uiteindelijk werd aangenomen, werd de volgorde van de kleuren veranderd en werd het kuraibloem embleem toegevoegd. Het embleem werd ontworpen door Nil Khabibylin.
De vlag werd aangenomen op 25 februari 1992, waarbij opgemerkt moet worden dat de hoogte-breedteverhouding toen 1:2 was. Deze ratio werd op 12 februari 2003 veranderd in 2:3.

## Historische vlaggen

Vlag van Basjkirostan, 1918
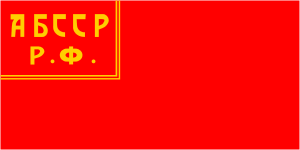
Vlag van Basjkirostan als onderdeel van de Sovjet-Unie, 1925-1937
Vlag van Basjkirostan als onderdeel van de Sovjet-Unie, 1937-1939
Vlag van Basjkirostan als onderdeel van de Sovjet-Unie, 1939-1947
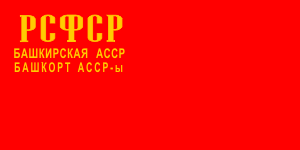
Vlag van Basjkirostan als onderdeel van de Sovjet-Unie, 1947-1954
Vlag van Basjkirostan als onderdeel van de Sovjet-Unie, 1954-1992